# Sorábios
Os sorábios (em alto sorábio: Serbja, em baixo sorábio: Serby) são um povo eslavo ocidental relativamente pequeno, vivendo como minoria na região conhecida como Lusácia nos estados alemães da Saxônia e Brandemburgo. Também são conhecidos como lusácios, wends, serbo-lusácios ou sérvios da Lusácia.

## População
Como etnicidade não reconhecida legalmente para cidadãos alemães, seu número pode ser apenas estimado. As estimativas atuais giram de 20.000 a 30.000 falantes ativos de sórbio (quase todos eles bilíngues) e cerca de 60.000 que subjetivamente se consideram sorábios.

## História
Historicamente, os atuais sorábios são remanescentes dos antigos povos eslavos ocidentais constituídos pelas tribos e subtribos sorábias que viviam e ocupavam toda a parte sul (zurbelant) do que é hoje a Alemanha Oriental até a Alta Idade Média. Na metade norte viviam outros povos eslavos ocidentais diferentes, entre os quais polábios e pomerânios A maioria dos eslavos assentados na região foram germanizados à força ou partiram para outras regiões durante a expansão alemã para o leste (Drang nach Osten) dos séculos XII e XIII. Os sorábios foram um dos grupos mais oprimidos dos eslavos ocidentais, até mesmo em tempos mais recentes da Alemanha Nazista, quando os eslavos eram vistos pelo regime, como povos que faziam jus à origem da palavra escravo > Sclavini, nome dado pelos Romanos aos povos eslavos cativos e servos deles, os Romanos, logo povos cativos da raça ariana. Os sorábios a princípio foram considerados pelo regime, como exceção, ao receber a designação de alemães falantes de língua sorábia, porém mais tarde sujeitos ao esforço de guerra, como qualquer outro alemão. Na Alemanha atual eles têm certos direitos de minoria, como por exemplo o de colocar suas crianças em escola de língua sorábia, o direito de usar o sorábio nos relacionamentos com o governo local, e o direito a placas de trânsito bilíngues. O primeiro-ministro do estado alemão da saxónia, Stanislaw Tillich, é sorábio, o que constitui um símbolo particularmente forte de integração.

## Comunidades sorábias fora da Europa
Na metade do século XIX muitos sorábios protestantes emigraram para os Estados Unidos (Texas) e Austrália. A cidade de Serbins no condado de Lee no Texas foi fundada por esses sórbios protestantes. A maioria desses sórbios se espalharam por toda a região central do Texas e foram subsequentemente assimilados pela cultura alemã da região. Ironicamente, o medo da assimilação pela cultura e língua alemã foi exatamente o motivo pelo qual eles deixaram a Europa. De qualquer forma, a identidade cultural permaneceu importante para algumas famílias.